# Johan Peter Bager

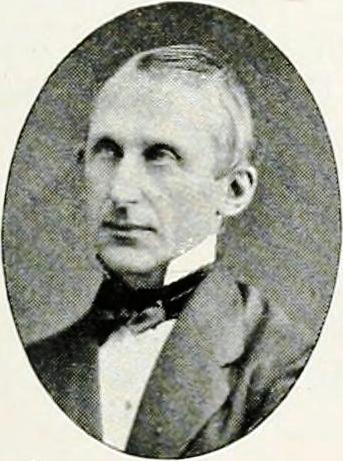
Johan Peter Bager

Johan Peter Bager, född 11 juli 1818 i Malmö, död 20 augusti 1888 i Malmö, var en svensk grosshandlare och riksdagsman. Han var brorson till Lorentz Isac Bager och far till Harald Bager.
Bager var verksam som grosshandlare i Malmö och var ordförande i hamndirektionen 1867–1879. Han var riksdagsman för borgarståndet i Malmö vid riksdagarna 1856/58, 1859/1860 och 1865/1866. Efter representationsreformen var han ledamot av andra kammaren 1876, invald i Malmö stads valkrets. I riksdagen var han bland annat ledamot i bankoutskottet 1856/58 och 1865/66, det förstärkta bevillningsutskottet 1856/58 och i statsutskottet och det förstärkta konstitutionsutskottet 1865/66.
Bager är begravd på Gamla kyrkogården i Malmö.